# Lễ mở cửa tháp (Chăm)
Lễ mở cửa tháp, hay lễ Pơ Bang Yang, Pơh băng yang, là lễ mở đầu cho năm lễ cúng tế đền tháp của người dân tộc Chăm ở vùng Nam Trung Bộ Việt Nam. Mục đích của lễ này nhằm dâng lễ vật cầu xin các vị thần đền tháp cho mưa thuận gió hòa, dân làng khỏe mạnh, được phép khai trương, đắp đập, chuẩn bị cho việc gieo cày.

## Thời gian, địa điểm
Vào thượng tuần trăng tháng 11 (Bilan Piuc) theo lịch Chăm. Lễ diễn ra ở ba đền tháp (BiMôn, Kalan) như đền Po Inư Nưgar (Ninh Phước – Ninh Thuận), tháp Po Klaung Garai (Đô Vinh) và tháp Po Rame (Hậu Sanh – Ninh Thuận).

## Khâu chuẩn bị
Lễ vật dân cúng gồm: dê, gà, mâm cơm, canh với thịt dê, mâm cơm với muối vừng, cỗ bánh gạo, hoa quả và ngoài ra còn có cả rượu trứng, trầu cau, xôi chè,…

## Ban điều hành lễ
Được điều hành bởi chức sắc đạo Ahiêr (dòng Chăm ảnh hưởng Balamon) gồm: Thầy cả sư (Po Dhia) chủ trì đền tháp làm chủ lễ, Thầy kéo đàn Rabap (On kadhar) hát thánh ca, bà Bóng (Muk Payâu) sẽ dâng lễ các vị thần, ông Từ (Camưnay) chủ trì lễ tắm tượng, các tu sĩ Paseh phụ lễ.

## Hệ thống thần linh
Hệ thống thần linh cúng tế đền tháp Chăm chủ yếu là các vị anh hùng, các vị văn hóa được người Chăm suy tôn thành thần thánh. Ngoài ra họ còn cúng các vị thần đất, thần sông, thần mây, thần mưa, thần sấm, thần lửa,…

## Phần Lễ
Hành lễ mở cửa tháp sẽ diễn ra các lễ như: lễ mở cửa tháp, lễ tắm tượng thần, lễ mặc y phục, đại lễ,... 
Phần đại lễ sẽ có phần dâng lễ vật, mỗi vị thần mời về dự đều được ông thầy Kadhar kéo đàn Rabap hát bài thánh ca, ca ngợi công đức của các vị thần. Lễ mở cửa tháp có quy mô tổ chức nhỏ, chưa quy tụ được cộng đồng mà chỉ dừng lại ở phạm vi lễ, không có phần hội.